# Paškovo (Oblast' autonoma ebraica)
Paškovo (in lingua russa Пашково) è un centro abitato dell'Oblast' autonoma ebraica, situato nell'Oblučenskij rajon.